# Ikara
Икара (на английски: Ikara) е противолодъчен ракетен комплекс, разработен от австралийски и британски компании в началото на 1960-те години, като въоръжение за надводни кораби. Името на комплекса идва от дума от езика на аборигените, която означава пръчка за хвърляне. Състои на въоръжение във ВМС на Великобритания, ВМС на Австралия, ВМС на Бразилия, ВМС на Чили и ВМС на Нова Зеландия. Разработката на комплекса започва в Австралия в края на 1950-те години от местната фирма Aerospace Technologies Australia, по-късно к работите се включва британската компания British Aerospace. През 1960-те години комплекса „Икара“ се счита за доста съвършено оръжие, тъй като той чувствително превъзхожда американския ПЛРК ASROC по цял ред параметри – далечина на стрелбата, възможности за корекция на траекторията в хода на полета на ракетата, по-малка маса на пусковата установка, което позволява да се поставя на неголеми кораби. През 1970-те години се водят работи за създаването на негова усъвършенствана версия – Super Ikara, но той не влиза на въоръжение.